# Альборно, Родриго
Родриго Альборно (исп. Rodrigo Alborno Ortega; род. 12 августа 1993, Асунсьон) — парагвайский футболист, полузащитник клуба «Гвайренья».

## Клубная карьера
Альборно начинал карьеру в «Атлантиде Спорт». В 2007 году он перешёл в футбольную академию клуба «Либертад». 30 января 2010 года в матче против «Гуарани» он дебютировал в парагвайской Примере. 21 февраля в поединке против «Спортиво Триниденсе» Родриго забил свой первый гол за клуб.
5 июля 2011 года Альборно перешёл в «Интер». После сезона, проведённого в резервной команде «неррадзури», Родриго отправился в аренду в «Новару». 25 августа 2012 года в матче против «Гроссето» он дебютировал в итальянской Серии B. За полгода, проведённые в аренде в «Новаре», Альборно сыграл в 7 матчах и не забил ни одного гола, после чего вернулся в молодёжную команду «Интера».
Летом 2013 года Альборно на правах аренды перешёл в «Читтаделлу». 24 сентября в матче против своего бывшего клуба «Новары» он дебютировал за новую команду. 5 октября в поединке против «Карпи» Родриго забил свой первый гол за «Читтаделлу». В начале 2017 года Альборно вернулся в «Либертад». Летом Родриго был отдан в аренду в «Депортиво Капиата». 21 июля в матче против столичного «Насьоналя» он дебютировал за новую команду. 13 августа в поединке против столичного «Гуарани» Альборно забил свой первый гол за «Депортиво Капиата». В начале 2018 года он вернулся в «Либертад».

## Международная карьера
В начале 2013 года в Альборно стал серебряным призёром молодёжного чемпионата Южной Америки в Аргентине. На турнире он сыграл в матчах против команд Боливии, Перу, Эквадора, Уругвая и дважды против Колумбии и Чили. В поединке против чилийце Родриго забил гол.

## Достижения
Международные
Парагвай (до 20)
- Молодёжный чемпионат Южной Америки — 2013